# Sancto Ianne
Sancto Ianne è un gruppo di neo-folk d'autore nato nel 1992 a San Giovanni di Ceppaloni (BN), da cui il nome.
Sancto Ianne fonda la sua musica su un profondo rapporto emotivo con la cultura e la tradizione della propria terra di origine, creando un neo-folk d'autore dalla notevole capacità di coinvolgimento in cui convivono "naturalmente" pulsioni rock e musica blues, sonorità arabe e ritmiche balcaniche, ballate malinconiche e ipnotiche tammurriate. Il gruppo ha tenuto centinaia di concerti in Italia e all'estero ed ha partecipato a prestigiosi festival internazionali di world music (Folkermesse (Piemonte), Folkest (Friuli Venezia Giulia e Croazia), Paleariza, Festival Interceltique de Lorient (Francia), Itinerari Folk, Festival delle Province, Monsano Folk Festival, Festa Carrer Ondara (Spagna), Popularia, Arzibanda, MusicaOltre, San Marino Etnofestival, Isola Folk,  Pisa Folk Festival, Tarantafest, International Folkdance Festival, Arie Popolari, Frosinone Folk Festival, Suoni della Murgia, TerreInMoto, Matese Friend Festival, Arcipelaghi Sonori, La notte della Taranta, Colori Sonori, Xabia Folk Festival (Spagna), Sharq Taronalari Samarcanda (Uzbekistan), Festa Internazionale della Zampogna Scapoli, Benevento Città Spettacolo ottenendo importanti riconoscimenti. Nel 2001 ha vinto l'European Folkontest di Casale Monferrato (AL), il più importante concorso italiano per gruppi folk emergenti. Grazie a questa vittoria ha partecipato - unico gruppo italiano presente - al Festival Interceltique di Lorient in Francia che da molti è considerato il più importante folk festival del mondo. Qui il gruppo ha riportato un altro importante successo conquistando il  Trophee Dagan Celtic Cider come miglior formazione non celtica partecipante. Nel 2005, invece, i Sancto Ianne hanno vinto a Villadose il prestigioso concorso dal vivo "Voci per la libertà - Una canzone per Amnesty International" con il brano "Uocchie" (special guest Faisal Taher) diventando così Testimonial di Amnesty International. Nel 2007 il nuovo lavoro discografico "Mo' Siente" arriva secondo al prestigioso Premio "Città di Loano", destinato alla migliore produzione discografica dell'anno nell'ambito della musica tradizionale in Italia. Inoltre, nel mese di settembre, lo stesso disco entra a Sanremo nella cinquina finalista della Targa Tenco, nella categoria "miglior album in dialetto". A settembre 2016 i Sancto Ianne ricevono a Cutrofiano (LE) il Premio Nazionale "Li Ucci" alla Carriera e Qualità con la seguente motivazione: "Per il prezioso e costante lavoro svolto nell'ambito della musica folk".
I Sancto Ianne sono attualmente formati da:
- Gianni Principe: voce, castagnette
- Ciro Schettino: chitarra classica e acustica, mandoloncello, chitarra battente, flauti
- Raffaele Tiseo: violino
- Antonio Pasquariello: chitarra classica, acustica ed elettrica
- Roberto Polcino: fisarmonica
- Sandro Verlingieri: tammorre, tamburelli, percussioni etniche
- Valerio Mola: basso acustico, basso elettrico

## Discografia
Oltre ad essere presenti in varie raccolte di musica folk come Tribù Italiche/Campania (EDT/WMM 024)- 2002, Las musicas de Italia (FNAC) - 2003, Folk Geneticamente Modificato (in allegato all'omonimo libro di Luca Ferrai edito da Stampa Alternativa) - 2003, Voci per la libertà (in allegato al numero 02/2006 della Rivista Rockstar)- 2006, In terra zapatista (ROdU 001) - 2008, i Sancto Ianne hanno inciso per la prestigiosa etichetta piemontese FolkClub Ethnosuoni i seguenti album:
- Tante bannere, tanti padrune (2000)
- Scapulà (2002)
- Mò Siente (2006)
- Trase (2013)